# ستيف جيبسون (رائد أعمال)
ستيف جيبسون (بالإنجليزية: Steve Gibson)‏ هو رائد أعمال بريطاني، ولد في 9 يناير 1958 في ميدلزبرة في المملكة المتحدة.